# Zal Batmanglij
Zal Batmanglij (* 1980) je americký televizní a filmový režisér a scenárista. Narodil se íránským rodičům ve Francii a vyrůstal ve Washingtonu, D.C. Jeho mladším bratrem je hudebník Rostam Batmanglij. Oba bratři jsou gayové. Studoval antropologii a angličtinu na Georgetownské univerzitě. Svůj první krátkometrážní film s názvem The Recordist natočil v roce 2007. Později natočil celovečerní film Dívka z budoucnosti, který měl premiéru roku 2011. Jeho druhý celovečerní snímek Východ byl uveden roku 2013. V roce 2016 natočil osmidílný seriál The OA.